# Soera De Knoeiers
Soera De Knoeiers is een soera van de Koran.
De soera is vernoemd naar zij die knoeien met de maat; zij willen van een ander wel een volle maat, maar zelf geven zij te weinig. Daarnaast spreekt de soera over de gelovigen, de ongelovigen en over de heidense Mekkanen.

## Bijzonderheden
Dit is de laatste soera die zou zijn geopenbaard in Mekka. Hierna volgden de Medinaanse soera's, te beginnen bij Soera De Koe.
Volgens aya 25 zullen gelovigen in het paradijs wijn te drinken krijgen, hoewel alcohol in de islam haram is in het aardse leven.